# Vila Heinricha Justa (Aš)
Vila Heinricha Justa je rodinná vila z roku 1924, situovaná na severním okraji města Aš. Postavil ji Heinrich Just, ašský továrník obchodující s přízí a uhlím, který si nechal projektové plány na ni vypracovat v roce 1924 od architekta Karla Ernstbergera, žáka Otto Wagnera. Ještě v témže roce stavbu realizovala stavební firma stavební firma Otto Lueckera z Aše.
Od roku 2022 je vila včetně zahrady a oplocení památkově chráněna.

## Architektura
Vila Heinricha Justa je jednopatrová stavba čtvercového půdorysu s mansardovou valbovou střechou. Nejnápadnějším prvkem exteriéru je jihovýchodní nárožní věž, která má v přízemí oválný a v patře polygonální půdorys a je zakončena helmicí s vázou. Hlavní vstup do domu je umístěn v blízkosti věže, v otevřené lodžii se sloupkem. Ozdobná mříž vstupních dveří nese monogram majitele HJ. V jižním průčelí, orientovaném do zahrady, zaujme arkádová krytá veranda. Omítka fasády je hladká a okna jsou doplněna zelenými žaluziovými okenicemi. Architektonický návrh je příkladem tzv. Heimatstilu, typického pro německy mluvící země na přelomu 19. a 20. století.
Zvýšené přízemí mělo sloužit jako byt pro rodinu majitele: z centrální haly bylo možné vstoupit do ložnice, obývacího pokoje, kuchyně a do pánského pokoje, jehož součástí byl i prostorný sedací kout v přízemní části nárožní věže. V přízemí byla také toaleta a koupelna. V patře byly kanceláře firmy Heinricha Justa, pokojík pro služku a další pokoje, interiér nárožní věže byl v této úrovni využitý jako snídaňový koutek. V půdním prostoru pak byl ateliér a sklady. Interiérová dispozice je zachována v původní podobě, včetně některých umělecko-řemeslných prvků, například oken, dveří, zábradlí, vestavěného nábytku a dalších.